# 聖アンデレ教会
座標: 北緯35度39分36秒 東経139度44分37秒 / 北緯35.660064度 東経139.743567度
聖アンデレ教会（せいアンデレきょうかい、英語：St. Andrew's Cathedral, Tokyo）は、日本聖公会東京教区の主教座聖堂で、集会は1879年に始まり、現在の建物は1995年（平成7年）に建て替えたもの。

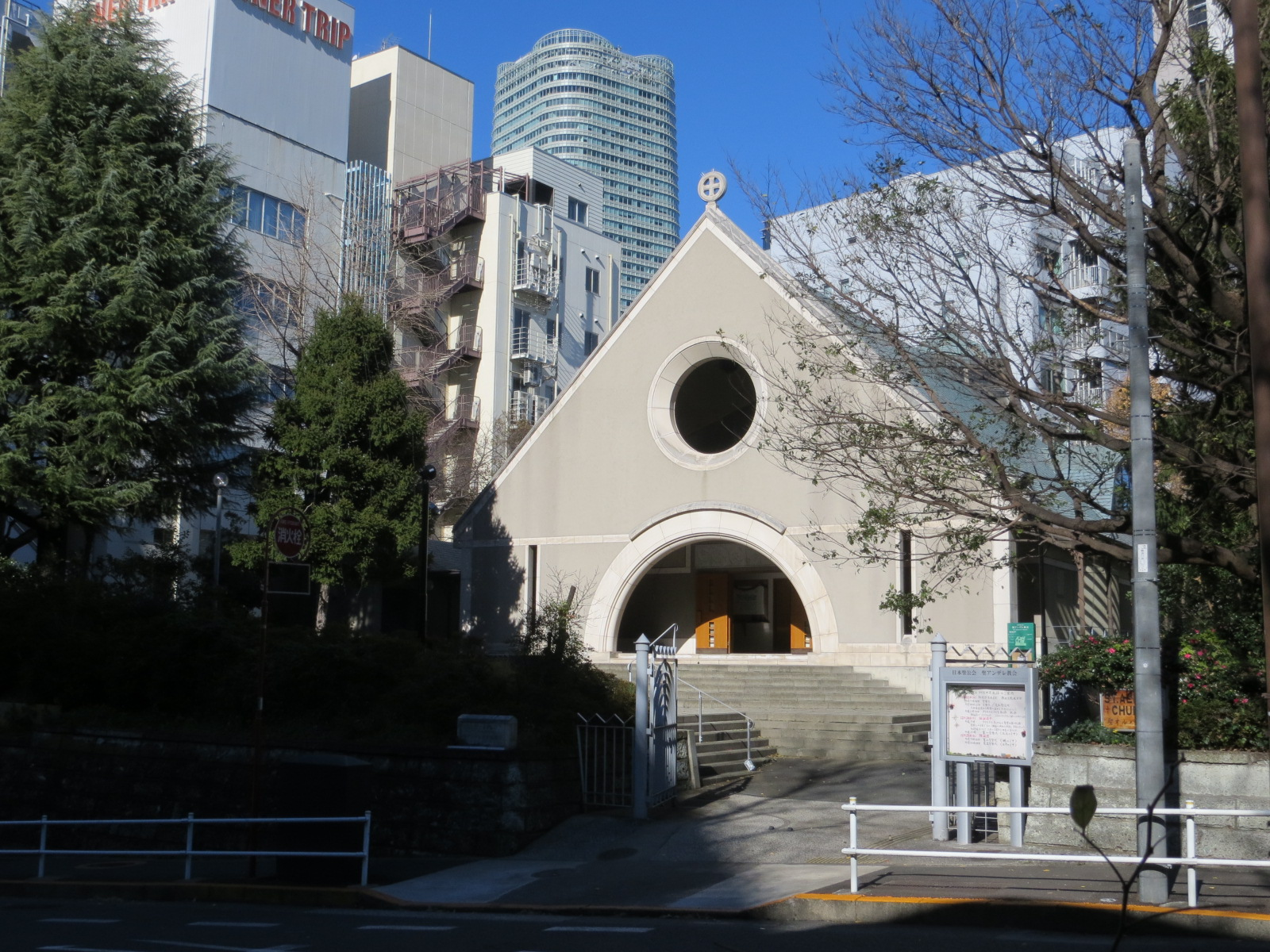
東京聖アンデレ教会

## 東京教区
東京は、横浜と大阪と並んで、聖公会の日本への宣教が禁教令廃止後に初めて行われた伝統的なところである。英国聖公会の英国聖公会宣教協会（CMS）、イギリス海外福音伝道会（SPD）、米国聖公会、後にカナダ聖公会の4つの団体で行われて、1887年に日本聖公会が設立されて大いに発展して、聖アンデレ教会は東京教区の主教座聖堂になっている。
東京教区には34の聖公会教会があり、区部は北の葛飾区葛飾茨十字教会から南の大田区大森聖アグネス教会まで、東の江東区聖救主教会から西の世田谷区聖愛教会まで広がっている。
多摩地区には八王子復活教会、町田市の真光教会などがあり、島嶼部では小笠原村小笠原聖ジョージ教会がある。
東京教区主教は、現在（フランシスコ・ザビエル）髙橋宏幸主教である。

## 聖アンデレ教会

### 歴史
聖アンデレ教会の起源は、1876年（明治9年）にイギリス海外福音伝道会の宣教師、カナダ人のアレクサンダー・クロフト・ショーが、三田松本町に聖保羅教会（聖パウロ教会、セントポール教会）を設立したことに始まる。聖保羅教会は教会堂を有していなかったことから、名称は英国聖公会宣教協会（CMS）のジョン・パイパーが1878年（明治11年）に築地居留地52番に設立した聖保羅教会に引き継がれた。
その間、ショーは英人会衆と日本人会衆が礼拝ができる場を設けようと、1877年（明治10年）には福澤諭吉の援助を受けて現在聖アンデレ教会の建つ芝栄町（芝公園３丁目）に敷地を購入し、まずは自宅を建設。1879年（明治12年）に、この芝栄町の地に最初の教会堂としてレンガ造りの聖堂である「聖アンデレ教会」を献堂した。ショーの祖先はスコットランドの有名家族で、聖アンデレはスコットランドの守護聖人である。
この1879年（明治12年）に完成した初代聖堂は、1878年（明治11年）に工部省雇い建築家チャールズ・アルフレッド・シャストール・ド・ボアンヴィルによって設計された。
その後、聖アンデレ教会の初代礼拝堂は、1888年（明治21年）、ジョサイア・コンドルの設計により増築された。その当時は飯倉教会と呼ばれ、コンドルによる設計図は京都大学貴重資料デジタルアーカイブで閲覧することができる。1894年（明治27年）の明治東京地震により倒壊するが、翌1895年（明治28年）にはすぐに木造の聖堂がジョサイア・コンドルの設計により建てられる。ショーが亡くなった1902年（明治35年）、今井寿道が牧師に就任し、同年念願の日本人会衆専用の聖堂が完成し、戦災により1944年（昭和19年）に焼失するまで大聖堂として長く信徒に親しまれた。
仮聖堂を経て、1950年には新聖堂が竣工し、1995年に耐震と耐火補強を目的とした改修工事がなされて現在の礼拝堂になっている。

### 所在地
東京都港区芝公園3丁目6−18

## 聖オルバン教会

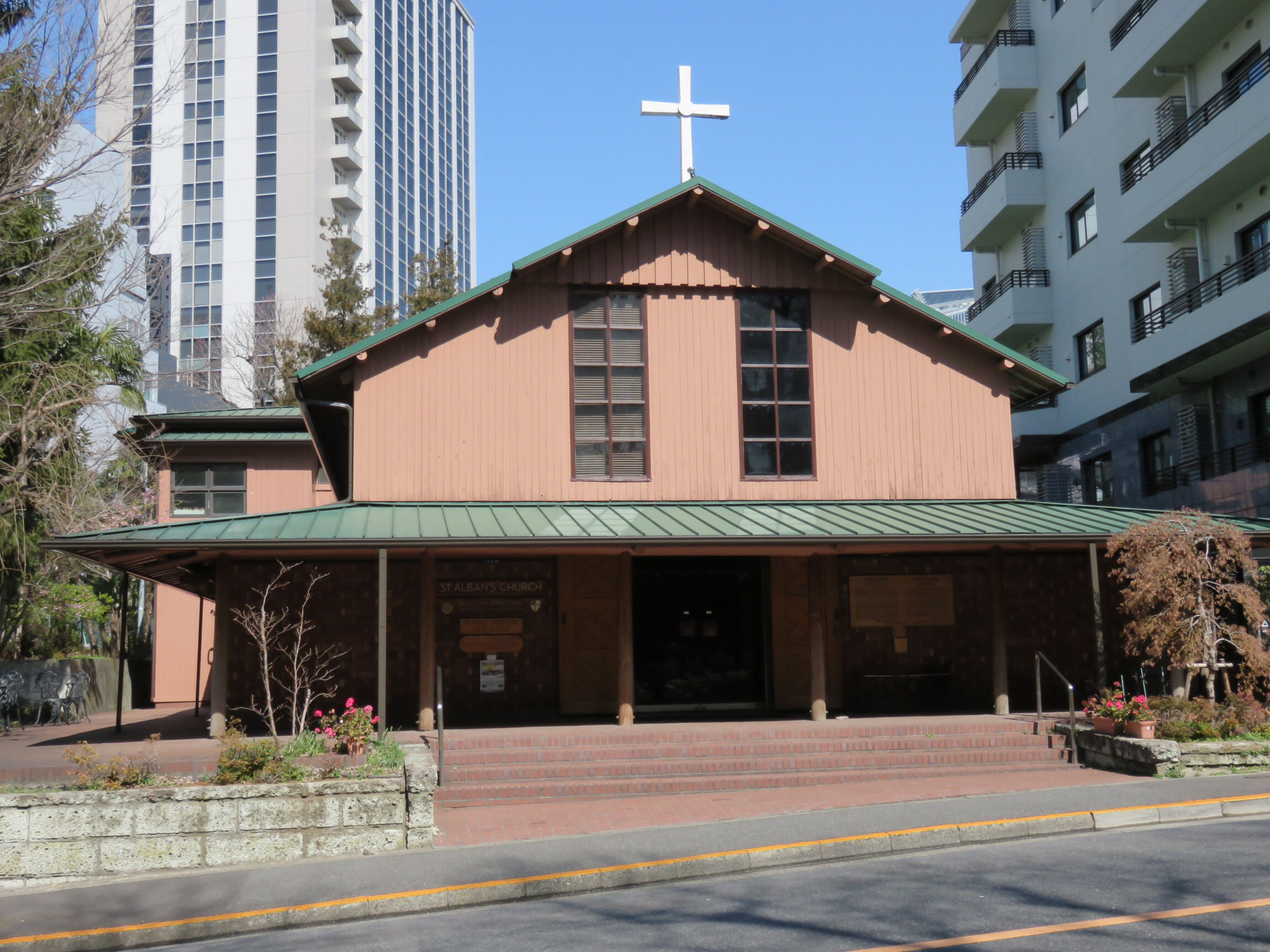
聖オルバン教会

聖オルバン教会は聖アンデレ教会の隣りにある英語集会で、日本聖公会にある３つの英語集会の一つである。他の２英語集会は、横浜山手聖公会と神戸聖ミカエル教会にあり、両集会は「ミッション・トゥー・シーフェアラーズ」と関係している。 ）
名称はブリテン島宣教中の殉教者聖オルバンから名付けられている。1876年から現在の場所で英語集会が始まり、現在の建物はアントニン・レーモンド設計で、1956年に建設された。当教会堂では、他のキリスト教集会（現在はウクライナ正教会東京集会）が行われることもある。
なお、聖公会の英語礼拝は、ここ東京（聖オルバン教会）、札幌（札幌キリスト教会）、横浜（Yokohama Christ Church）、大阪（大阪聖パウロ教会）、神戸（神戸聖ミカエル教会）で毎週または毎月行われている。

### 所在地
東京都港区芝公園3-6-25